# Alfredo Brañas
Alfredo Brañas Menéndez (Carballo, 11 de janeiro de 1859 – Santiago de Compostela, 21 de fevereiro de 1900) foi um escritor e ideólogo do regionalismo galego do século XIX.
Filho de um registrador da propriedade, passou a infância em Cambados. Entre 1869 e 1873 estudou o segundo grau em Compostela, e posteriormente estudou direito na Universidade de Santiago de Compostela. Após o falecimento de seu pai consegue terminar seus estudos graças à mãe de um amigo que lhe pagou a carreira. Enquanto estudava, começou a escrever na imprensa, e o jornal compostelano El Porvenir dirigido por Antonio Toledo Quintela, foi o primeiro no que colaborou.
Em 1878 ao remate dos seus estudos, regressou a Cambados e trabalhou numa notaria. Em 1881 voltou para Santiago para colaborar no novo jormal de Antonio Toledo Quintela, El Libredón, e começou a exercer de advogado e a participar nos círculos católicos-tradicionalistas da cidade e a escrever poesia em castelhano, e em menor medida em galego. Entre 1884 e 1885 foi secretário geral da USC. Em 1885 escreveu El Principio Fundamental del Derecho, no que recopilava e resumia as lições que dera esse ano para poder optar a uma praça de professor auxiliar, que conseguiria. Entre 1885 e 1887 dirigiu o El Libredón. Depois começaria colaborando com o seu sucessor, El Pensamiento Galaico, mas abandonaria-o pelo posicionamento político Carlista declarado do jornal.
Em 1887 obteve por concurso a cátedra de direito natural da Universidade de Oviedo, ali publica Fundamentos del Derecho de propiedad e em 1888 marcha de novo para Santiago ao obter a cátedra de economia política dessa cidade.
Em 1889 publicou em Barcelona El Regionalismo. Estudio sociológico, histórico y literario, que seria aceita pelo galeguismo como um referente. Em 1890 foi homenageado em Santiago, que implicou a primeira reunião de todos os galeguistas num ambiente de unidade e constituiu o ponto de partida da mobilização regionalista. A obra também obteve grande repercussão entre o regionalismo catalão.
Brañas foi vereador em Santiago entre 1890 e 1891, e em 1890 participa na criação da Asociación Regionalista Gallega e escreve no seu porta-voz, La Patria Gallega, no que Brañas fala pela primeira vez da Galiza como nacionalidade. Participa nos Jogos Florais de Tui de 1891, nos que pela primeira vez num discurso público emprega o galego. Nesse mesmo desaparece a ARG, após um confronto entre o setor liberal de Manuel Murguía e o católico tradicionalista de Brañas. Porém, em Julho de 1892 Brañas e vários dos seus seguidores acodem à homenagem a Murguía por ocasião da sua nomeação como bibliotecário da USC e dela surge a encomenda a Brañas de redigir as Bases generales del regionalismo y su aplicación a Galicia. Nestas Bases, apresenta um modelo prático de descentralização, influenciado pelas Bases de Manressa. Em 1893 participa na mobilização com o restante dos regionalistas contra do translado que capitania geral da Corunha para Leão.
Viaja à Catalunha como mantedor dos Jocs Florals de Barcelona em 1893, e já antes publicara artigos comparando os regionalismos galegos e catalães nas publicações barcelonesas La Renaixença ou La España Regional.

Em 1894 publica Historia Económica e um Curso de Hacienda Pública em 1896, e nesse ano estréia o drama La Voz de la Sangre y la Voz de la Patria.
Foi um dos fundadores do Ateneo Leão XIII (1896) em Santiago e o Círculo Católico de Obreros, seguindo as diretrizes do papa Leão XIII na sua encíclica Rerum Novarum.
A crise do 98 vai provocar um certo arrefecimento das suas posições regionalistas e seu achegamento ao carlismo.
Brañas falece em 1900, à idade de 40 anos. Seu corpo foi transladado ao Panteão de Galegos Ilustres, onde jaz numa tumba com a seguinte inscrição:
| “ | Aquí yaz Alfredo Brañas Menéndez, boo cristiano: agarimo d'a terra gallega, sabido maeso 'n a Escola compostelana. Deus o teña 'n o ceo. Naceu janeiro 11.1859. Finou febreiro 21-1900. | ” |

O regionalismo de Brañas baseava-se num catolicismo e um historicismo tradicionalista que lhe serve para reclamar as liberdades antigas, ao mesmo tempo que arremete contra a industrialização, o liberalismo e o capitalismo, reclamando a volta aos grêmios. Para Brañas, Galiza e Catalunha são as duas regiões que mais trabalham pela sua independência e liberdade, mas no caso galego abandonado "aos seus próprios esforços, vítima do desprezo e do esquecimento a que a condenam seus filhos espúrios, e apesar desta angustiosa situação, erguese-se com nobre altivez e luta corajosamente pela sua perdida independência".
No regionalismo de Brañas é admitida a existência de uma "nação espanhola", concebida como "pátria grande"; pela contra, para Murguía, Galiza podia ser uma nação completa, ao contar com uma história, língua e tradições próprias.